# 華英字典
《華英字典》（或稱《中英字典》、《中國語言字典》、《華英辭典》），是世界第一部英漢-漢英的對照字典和中國境內最早使用西方活字印刷術排印的第一部中文書籍。該字典由基督新教來華傳教士馬禮遜獨力編著，由隸屬英國東印度公司的澳門印刷廠所印製。共為6冊，於1815年至1823年在澳門陸續出版。

## 沿革
英國倫敦傳道會傳教士馬禮遜早在倫敦時，已學習漢語。直至赴廣州後，更曾翻譯《三字經》和《大學》，亦有編寫漢語語法書籍，對中國文化與漢語已有一定程度的認識。為了翻譯工作，馬禮遜在廣州著手編撰中國第一部《華英字典》。他主要依據《康熙字典》和當時流行的漢拉對照字典《漢字西譯》，再參考上萬卷之多的中文參考書進行編著。到1814年《華英字典》終編成，次年由隸屬東印度公司的澳門印刷廠所印製，並利用其新制的中文鉛合金活字進行排印。《華英字典》自1815年印製，直至1823年才陸續出版完畢。據原書廣告顯示，只印750部。

## 內容
《華英字典》的篇幅大，內容豐富，並有例句及解釋，其中收錄大量成語、俗語。全書共6冊，共4,595頁，分三部分：
- 第一部分：共3冊，是以部首排列的漢英字典。收錄漢字字頭達四萬餘，每漢字下附多音節詞和成語，首創自左至右橫排，方便中英對照，是為中國第一部橫排字典。
- 第二部分：共2冊，是以字母音序排列的漢英同音字典，是為中國最早的同類型同音字典。
- 第三部分：只1冊，是以英文查中文的英漢字典。

## 影響
在《華英字典》出版的年代，該字典為外來傳教士學習中國的語言文化、社會政治和風俗習慣等提供了實用的資料，方便了後人學習中文或從事翻譯工作。所以《華英字典》亦對中西方的文化交流溝通發揮了積極作用，使中國文字和文化得以更進一步被歐洲人所認識，是現今文化研究上寶貴的史料。
《華英字典》是馬禮遜在漢學上最重要文獻，對及後英漢字典的編纂影響深遠，在中國漢英字典史上有重要地位。其後由衛三畏所著的《英華韻府歷階》（1844年）及由麥都思所著的《英漢字典》（1847年）都是以此作為參照基礎。由於採用了官話拼音，字典內更附有粵語的廣州方言和官話的音節對照表，亦為中國近代語音學研究提供了寶貴的資料。另外在近代中華印刷史上，《華英字典》是中國境內最早用西方鉛合金活字排印的第一部中文書籍。

## 外部連結
- 馬禮遜《華英字典》 中的成語和諺語
- 豆瓣读书上《華英字典》的資料 （简体中文）